# Februar (Album)
Februar ist ein 1989 erschienenes Album der Band Silly. Es wurde vom DDR-Plattenlabel Amiga und von BMG Ariola in der Bundesrepublik Deutschland veröffentlicht. In der DDR wurde es 1989 zur „LP des Jahres“ gewählt.
Das Album enthält zehn Lieder, die in den beiden Ausgaben in unterschiedlicher Reihenfolge enthalten sind.

## Entstehung
Das Album wurde als erstes Album der DDR-Rockgeschichte als Koproduktion mit einer westdeutschen Plattenfirma produziert.

### Musik
Das Album wurde mit Tamara Danz (Gesang), Uwe Hassbecker (Gitarre), Thomas Fritzsching (Gitarre), Jäcki Reznicek (Bassgitarre), Ritchie Barton (Keyboards) und Herbert Junck (Schlagzeug) eingespielt. Stilistisch gehört das Album zur Rockmusik. Im Vordergrund steht Tamara Danz’ kraftvoller Gesang.
Die Aufnahmen entstanden im Preußen-Tonstudio in West-Berlin, Produzent war Uwe Hoffmann.

### Texte
Die meisten Texte schrieben Tamara Danz und der Liedermacher Gerhard Gundermann gemeinsam. Vom vormaligen Texter von Silly, Werner Karma, stammen nur die Texte zu Über ihr taute das Eis und Alles wird besser. Die Kompositionen stammen je zur Hälfte von Barton und Hassbecker, jeweils zusammen mit Tamara Danz.
In dem Lied Verlorne Kinder geht es um Jugendliche in einer Hochhaussiedlung in Ost-Berlin, die keine Perspektive haben, gern in warme Länder fliehen würden, aber dennoch bleiben. Auch in SOS, Alle gegen einen und Alles wird besser wird Kritik an den Lebensbedingungen in der DDR geübt. Über ihr taute das Eis handelt von dem Selbstmord einer jungen Frau.

## Veröffentlichungen
Das Album sollte ursprünglich simultan im Februar 1989 in beiden deutschen Staaten veröffentlicht werden – darauf bezog sich auch der Name des Albums. In der DDR verzögerte sich jedoch die Auslieferung, so dass Februar dort im März erschien; die Reihenfolge der Titel weicht zwischen den beiden Versionen leicht ab.
Bei Ariola/BMG erschienen 1989 die Single-Auskopplungen Verlorne Kinder / Alles wird besser und Paradiesvögel / So ’ne kleine Frau, letzteres ein älteres Silly-Lied. 2006 erschien das Album als Teil einer 8-CD-Box der Firma Amiga. Die Titel sind dort, offenbar aufgrund eines Versehens, im Booklet in der Reihenfolge des in der DDR erschienenen Albums aufgelistet, auf der CD selbst aber in der Reihenfolge der BRD-Version gespeichert:

### Titellisten

#### Amiga
1. Ein Gespenst geht um (4:09)
2. Verlorne Kinder (4:15)
3. Alle gegen einen (3:48)
4. SOS (3:38)
5. Über ihr taute das Eis (5:20)
6. Traumteufel (3:36)
7. Landekreuz auf meiner Seele (4:21)
8. Alles wird besser (4:14)
9. Männer wollen Frauen (4:06)
10. Paradiesvögel (3:24)

#### BMG Ariola
1. Verlorne Kinder (4:15)
2. Ein Gespenst geht um (4:09)
3. Landekreuz auf meiner Seele (4:21)
4. SOS (3:38)
5. Über ihr taute das Eis (5:20)
6. Alle gegen einen (3:48)
7. Traumteufel (3:36)
8. Alles wird besser (4:14)
9. Männer wollen Frauen (4:06)
10. Paradiesvögel (3:24)

### Videos
Von dem Lied SOS wurde ein aufwendiges, animiertes Musikvideo gedreht. In dem Video von Verlorne Kinder ziehen die Mitglieder der Band durch die im Lied-Text erwähnten „Straßen Berlins“ (Ost-Berlin). Dabei sieht man alte, baufällige Wohnblocks und Reihenhäuser.

## Rezeption
In der DDR wurde Februar zur LP des Jahres gewählt. Wegen seiner teilweise kritischen Texte wird Februar gelegentlich zu den „Soundtracks der Wende“ gezählt.